# Eleccions generals de l'Uruguai de 1962
Les eleccions generals de l'Uruguai de 1962 es van celebrar el diumenge 25 de novembre del 1962, en una primera i única volta, amb la intenció d'escollir un nou president de la República Oriental de l'Uruguai, càrrec que, fins a la data, ocupava el cos col·legiat del Consell Nacional de Govern. També, segons aquest sistema, es van presentar els candidats a intendents municipals pels seus respectius departaments.
D'acord amb la Constitució de 1952, es van escollir els membres del Consell Nacional de Govern, òrgan executiu col·legiat de nou integrants. El Partit Nacional va romandre en el poder, obtenint-ne 6 llocs al CNG; les altres 3 van ser per al Partit Colorado. Al costat de l'elecció del Poder Executiu col·legiat, es van votar els càrrecs dels 31 senadors i 99 diputats. El Partit Nacional en va obtenir 15 senadors i 48 diputats; el Partit Colorado, 14 senadors i 43 diputats; el PDC, 1 senador i 3 diputats; el Partit Comunista de l'Uruguai, també 1 senador i 3 diputats; i la Unió Popular, 2 diputats.
Simultàniament es van celebrar les eleccions dels dinou consells departamentals (governs municipals col·legiats) i de les corresponents Juntes Departamentals. En van resultar electes 14 del Partit Nacional i 5 del Partit Colorado (a Montevideo, Artigas, Maldonado, Paysandú i Salto).

## Resultats
|    | Candidat                                  | Partit                                    | Vots      | %                | Resultat         | Diputats | Senadors |
| 1  | Fernández Crespo                          | Partit Nacional (dreta)                   | 316.533   | 27,03            | President        | 48       | 15       |
| -- | ----------------------------------------- | ----------------------------------------- | --------- | ---------------- | ---------------- | -------- | -------- |
| 2  | Alberto Arocena                           | Partit Nacional (dreta)                   | 227.205   | 19,40            |                  | -        | -        |
| 3  | Astiazarán                                | Partit Nacional (dreta)                   | 907       | 0,08             |                  | -        | -        |
| 4  | Fadol                                     | Partit Nacional (dreta)                   | 27        | 0,00             |                  | -        | -        |
| 5  | Al lema                                   | Partit Nacional (dreta)                   | 357       | 0,03             |                  | -        | -        |
| 6  | Batlle Berres                             | Partit Colorado (centre)                  | 277.259   | 23,68            |                  | 43       | 14       |
| 7  | Gestido                                   | Partit Colorado (centre)                  | 167.085   | 14,27            |                  | -        | -        |
| 8  | Michelini                                 | Partit Colorado (centre)                  | 76.510    | 6,53             |                  | -        | -        |
| 9  | Al lema                                   | Partit Colorado (centre)                  | 377       | 0,03             |                  | -        | -        |
| 10 | Chiarino                                  | Partit Demòcrata Cristià (centreesquerra) | 35.703    | 3,05             |                  | 3        | 1        |
| 11 | Gil Salguero - Pastorino                  | Front Esquerra d'Alliberament (esquerra)  | 40.886    | 3,49             |                  | 3        | 1        |
| 12 | Erro                                      | P. Unió Popular (esquerra)                | 27.041    | 2,31             |                  | 2        | -        |
| 13 | Díaz                                      | P. Moviment Progressista                  | 650       | 0,06             |                  | -        | -        |
| 14 | Nogara                                    | Partit Obrer Revolucionari (esquerra)     | 213       | 0,02             |                  | -        | -        |
| 15 | Bonjour                                   | P. pel Dept. de Solís                     | 167       | 0,01             |                  | -        | -        |
| 16 | Sanjurjo                                  | Partit Federal (PF)                       | 63        | 0,01             |                  | -        | -        |
| 17 | Gómez                                     | Partit dels Treballadors (PT)             | 22        | 0,00             |                  | -        | -        |
| 18 | Boix                                      | Partit Laborista (PL)                     | 13        | 0,00             |                  | -        | -        |
| 19 | Frade                                     | P. Moviment Revolucionari Oriental        | 2         | 0,00             |                  | -        | -        |
|    | Total vots vàlids                         |                                           | 1.171.020 | 100              |                  |          |          |
|    | vots anul·lats                            |                                           | -         | -                |                  |          |          |
|    | vots en blanc                             |                                           | -         | -                |                  |          |          |
|    | total vots                                |                                           | 1.171.020 | 100              |                  |          |          |
|    | total dels votants inscrits a les llistes |                                           | 1.528.239 | 23,38% abstenció | 23,38% abstenció | 99       | 31       |